# Пхонсаван
Пхонсаван — місто на правах району (лаос. ເມືອງ муанг), адміністративний центр провінції Сіангкхуанг, Лаос.

## Географія
Розташований у північній частині країни, неподалік від кордону з В'єтнамом.

### Клімат
Місто знаходиться у зоні, котра характеризується вологим субтропічним кліматом. Найтепліший місяць — травень із середньою температурою 23.8 °C (74.8 °F). Найхолодніший місяць — січень, із середньою температурою 16.2 °С (61.2 °F).
| Клімат Пхонсавана       | Клімат Пхонсавана | Клімат Пхонсавана | Клімат Пхонсавана | Клімат Пхонсавана | Клімат Пхонсавана | Клімат Пхонсавана | Клімат Пхонсавана | Клімат Пхонсавана | Клімат Пхонсавана | Клімат Пхонсавана | Клімат Пхонсавана | Клімат Пхонсавана | Клімат Пхонсавана |
| Показник                | Січ.              | Лют.              | Бер.              | Квіт.             | Трав.             | Черв.             | Лип.              | Серп.             | Вер.              | Жовт.             | Лист.             | Груд.             | Рік               |
| Середня температура, °C | 16,2              | 17,9              | 20,5              | 22,9              | 23,8              | 23,8              | 23,6              | 23,2              | 22,9              | 21,5              | 18,9              | 16,2              | 21                |
| Норма опадів, мм        | 18.3              | 27.4              | 48.5              | 120               | 216.7             | 304.5             | 302               | 379.6             | 245.7             | 116.9             | 40.1              | 12.9              | 1832.6            |
| Днів з опадами          | 5,7               | 6,1               | 8,2               | 12,7              | 18,6              | 21,3              | 23,4              | 25,8              | 19,4              | 11,3              | 5,7               | 4                 | 162,2             |
| Вологість повітря, %    | 74                | 71.8              | 70.2              | 73.4              | 79.6              | 83.6              | 85.1              | 86.5              | 83.7              | 80.4              | 76.3              | 75.2              | 78.3              |
| ----------------------- | ----------------- | ----------------- | ----------------- | ----------------- | ----------------- | ----------------- | ----------------- | ----------------- | ----------------- | ----------------- | ----------------- | ----------------- | ----------------- |
| Джерело: Weatherbase    |                   |                   |                   |                   |                   |                   |                   |                   |                   |                   |                   |                   |                   |